# Saint-Martin-Cantalès
Saint-Martin-Cantalès település Franciaországban, Cantal megyében. Lakosainak száma 154 fő (2022. január 1.). Saint-Martin-Cantalès Arnac, Pleaux, Saint-Cirgues-de-Malbert, Saint-Illide és Besse községekkel határos.

## Népesség
A település népessége az elmúlt években az alábbi módon változott:
| Lakosok száma | 338  | 223  | 207  | 178  | 155  | 149  | 146  | 146  | 147  | 154  |
|               | 1968 | 1982 | 1990 | 2006 | 2013 | 2015 | 2017 | 2019 | 2020 | 2022 |